# Verband Mittel- und Ostdeutscher Zeitungsverleger
Der Verband Mittel- und Ostdeutscher Zeitungsverleger (VMOZV) war von 1952 bis 1993 ein Zusammenschluss von Zeitungsverlegern, die in den östlich der Bundesrepublik gelegenen Gebieten des Deutschen Reiches von 1937 Zeitungen verlegt hatten. In diesem Verband sollten sie sich zusammenschließen und für die sowjetisch besetzten oder an Polen abgetretenen Gebiete ihre Interessen vertreten.
Der Verband wurde im Juli 1952 in Wiesbaden von acht Mitgliedern gegründet und hatte dort in der Weinbergstr. 31 seinen Sitz. Die Satzung des Verbandes wurde am 18. Juli 1952 erstellt. Von Anfang an war der VMOZV gleichberechtigtes Mitglied im damaligen Vereins Deutscher Zeitungsverleger. Im Laufe der Jahre wuchs die Zahl der Mitglieder und erreichte im Jahre 1960 mit 300 den Höhepunkt.
Prominente Mitglieder des Verbandes waren Karl Boldt aus Rostock (Rostocker Anzeiger), Klaus Herfurth aus Leipzig (Leipziger Neueste Nachrichten), Friedrich Faber aus Magdeburg (Magdeburgische Zeitung), Harald Huck aus Dresden (Dresdner Neueste Nachrichten, Hallische Nachrichten), Johann Ludwig Neuenhahn aus Jena (Jenaische Zeitung) und Karl Basch aus Gera (Geraer Zeitung). Der Schwerpunkt des VMOZV war darauf ausgerichtet, im Falle einer Eingliederung der besetzten Ostgebiete in das bundesdeutsche Staatsgebiet wieder die traditionelle Tätigkeit als Verlegerverband aufzunehmen und diese Eingliederung vorzubereiten. Der Verband und der Verein Sozialdemokratischer Zeitungsverleger und Druckereibetriebe Mittel- und Ostdeutschlands beteiligten sich an den Wiedervereinigungsplanungen, die das Bundesministerium für gesamtdeutsche Fragen und sein Forschungsbeirat für Fragen der Wiedervereinigung Deutschlands initiierten.
Weitere Tätigkeitsfelder des Verbandes betrafen die Fragen der Entschädigung der Verleger infolge der Kriegseinwirkungen, Fragen der Wahrnehmung von Schutzrechten für die nicht genutzten Zeitungstitel und die Altersfürsorge für jene Verleger und ihre Angehörigen, die in den besetzten Gebieten ihr Vermögen und damit auch ihre Altersvorsorge verloren hatten.
Nach der Wiedervereinigung im Jahre 1990 hofften die Altverleger, in den neuen Bundesländern wieder die Tätigkeit als regulärer Verlegerverband aufnehmen zu können. Es kam aber zu einer Interessenkollision mit den Mitgliedern des westdeutschen Bundesverbands Deutscher Zeitungsverleger (BDZV), die jegliche Zusammenarbeit mit den verbliebenen Altverlegern ablehnten, da die westdeutschen Verleger selber im Gebiet der DDR tätig werden wollten. Damit war die Hauptaufgabe des VMOZV nicht mehr umsetzbar und die wenigen noch verbliebenen Mitglieder beschlossen am 29. Juni 1991 die Auflösung des VMOZV. Mit der Löschung im Register des Amtsgerichts Wiesbaden am 15. Juli 1993 endete die Geschichte des Verbandes auch juristisch.